# Towers Football
I Towers Football sono la squadra di football americano di La Coruña, in Spagna.

## Storia
Fondati nel 2009 come Coruña Towers, si fusero nel 2010 coi Teo Black Thunder per formare i Galicia Black Towers. Le sezioni flag delle due società continuarono però a giocare autonomamente, e nel 2013 i Black Towers si sciolsero; hanno vinto 1 titolo gallego.

## Dettaglio stagioni

### Tornei nazionali

#### Campionato

##### CNFA
| Stagione | regular season | regular season | regular season | regular season | regular season | regular season | playoff | playoff | playoff | playoff | playoff | playoff   | playoff    |
|          | Vin            | Par            | Per            | Tot            | PF             | PS             | Vin     | Per     | Tot     | PF      | PS      | risultato | avversaria |
| -------- | -------------- | -------------- | -------------- | -------------- | -------------- | -------------- | ------- | ------- | ------- | ------- | ------- | --------- | ---------- |
| 2019     | 2              | 0              | 0              | 2              | 86             | 14             | -       | -       | -       | -       | -       | -         | -          |
| Totale   | 2              | 0              | 0              | 2              | 86             | 14             | -       | -       | -       | -       | -       |           |            |

Fonti: Enciclopedia del Football - A cura di Roberto Mezzetti; Sito APFA

#### Coppa

##### Torneio Fundadores
| Stagione | regular season | regular season | regular season | regular season | regular season | regular season | playoff | playoff | playoff | playoff | playoff | playoff                                 | playoff             |
|          | Vin            | Par            | Per            | Tot            | PF             | PS             | Vin     | Per     | Tot     | PF      | PS      | risultato                               | avversaria          |
| -------- | -------------- | -------------- | -------------- | -------------- | -------------- | -------------- | ------- | ------- | ------- | ------- | ------- | --------------------------------------- | ------------------- |
| 2018     | -              | -              | -              | -              | -              | -              | 1       | 1       | 2       | 36      | 60      | Vincitori dell'incontro di consolazione | Paredes Lumberjacks |
| Totale   | -              | -              | -              | -              | -              | -              | 1       | 1       | 2       | 36      | 60      |                                         |                     |

Fonti: Enciclopedia del Football - A cura di Roberto Mezzetti

### Tornei locali

#### LGFA
| Stagione | regular season | regular season | regular season | regular season | regular season | regular season | playoff | playoff | playoff | playoff | playoff | playoff   | playoff    |
|          | Vin            | Par            | Per            | Tot            | PF             | PS             | Vin     | Per     | Tot     | PF      | PS      | risultato | avversaria |
| -------- | -------------- | -------------- | -------------- | -------------- | -------------- | -------------- | ------- | ------- | ------- | ------- | ------- | --------- | ---------- |
| 2014     | 0              | 0              | 6              | 6              | 111            | 361            | -       | -       | -       | -       | -       | -         | -          |
| 2014-15  | 2              | 0              | 4              | 6              | 108            | 166            | -       | -       | -       | -       | -       | -         | -          |
| 2015-16  | 5              | 0              | 1              | 6              | 231            | 291            | -       | -       | -       | -       | -       | Campioni  | -          |
| 2016-17  | 4              | 0              | 2              | 6              | 238            | 66             | -       | -       | -       | -       | -       | -         | -          |
| Totale   | 11             | 0              | 13             | 24             | 688            | 884            | -       | -       | -       | -       | -       |           |            |

Fonti: Enciclopedia del Football - A cura di Roberto Mezzetti

#### Liga Norte
| Stagione | regular season | regular season | regular season | regular season | regular season | regular season | playoff | playoff | playoff | playoff | playoff | playoff       | playoff    |
|          | Vin            | Par            | Per            | Tot            | PF             | PS             | Vin     | Per     | Tot     | PF      | PS      | risultato     | avversaria |
| -------- | -------------- | -------------- | -------------- | -------------- | -------------- | -------------- | ------- | ------- | ------- | ------- | ------- | ------------- | ---------- |
| 2018     | 4              | 0              | 2              | 6              | 170            | 94             | -       | -       | -       | -       | -       | Secondo posto | -          |
| Totale   | 4              | 0              | 2              | 6              | 170            | 94             | -       | -       | -       | -       | -       |               |            |

Fonti: Enciclopedia del Football - A cura di Roberto Mezzetti

#### Liga Norte 7×7
| Stagione | regular season | regular season | regular season | regular season | regular season | regular season | playoff | playoff | playoff | playoff | playoff | playoff   | playoff    |
|          | Vin            | Par            | Per            | Tot            | PF             | PS             | Vin     | Per     | Tot     | PF      | PS      | risultato | avversaria |
| -------- | -------------- | -------------- | -------------- | -------------- | -------------- | -------------- | ------- | ------- | ------- | ------- | ------- | --------- | ---------- |
| 2020     | 5              | 0              | 0              | 5              | 171            | 64             | -       | -       | -       | -       | -       | -         | -          |
| 2020     | 2              | 0              | 2              | 4              | 130            | 124            | -       | -       | -       | -       | -       | -         | -          |
| Totale   | 7              | 0              | 2              | 9              | 301            | 188            | -       | -       | -       | -       | -       |           |            |

Fonti: Enciclopedia del Football - A cura di Roberto Mezzetti

## Palmarès
- 1 Campionato gallego (2015-16)
- 1 Campionato gallego flag (2013)